# Зоран Калезић
Зоран Калезић (Даниловград, 1. фебруар 1950 — Подгорица, 4. јануар 2023) био је српски певач народне музике, пореклом из Црне Горе. Његове најпознатије песме су Мој добри анђеле, Добро вече изгубљена надо, Стан’ младости, стани, стани, Мој живот је тужна прича, Жељо моја, мој отрове, Како је лепо у мом крају, Ти никад нећеш знати, Шта ће мени вино и Вратићу се, мајко.
Током своје вишедеценијске каријере продао је више од 15 милиона носача звука. Био је истакнути естрадни уметник.

## Биографија
Први соло наступ имао је на фестивалу „Београдско пролеће”, а затим се нижу наступи и награде на фестивалима:
- 1971. Фестивал забавне песме „Црна Гора 71” — Због ђевојке Црногорке — прва награда
- 1973. Фестивал „Акорди Косова — Вратићу се, мајко — прва награда
- 1978. Фестивал „Илиџа” — Једној жени које нема више — прва награда

Такође, значајне су и: друга награда на Фестивалу народне музике у Паризу, прва награда на Београдском пролећу, Естрадна награда Србије. Био је шест година председник Удружења естрадних уметника и извођача Србије. Снимио је велики број традиционалних црногорских песама као и компонованих у духу традиције Црне Горе.
Концертом у београдском Сава центру 2016. године обележио је педесет година рада.
Са супругом Иреном имао је сина и ћерку.

## Дискографија
- Успомене (1969)
- Мој живот је тужна прича (1970)
- Вратићу се мајко (1973)
- Како да те зовем, срећо или туго (1974)
- Смири се, срце, смири (1975)
- Мој јаране (1976)
- Сто путева и сто стаза (1978)
- Стари друже, пријатељу мој (1979)
- Како је лепо у мом крају (1980)
- Добро вече изгубљена надо (1982)
- Стан’ младости, стани стани (1985)
- Не точите вина (1987)
- Мој добри анђеле (1990)
- Балканска душа (1992)
- Карта за небо (1994)
- За вашу и моју душу (1996)
- Живим од сећања (1999)
- Котрља се живот (2002)
- Албум 2007 (2007)

## Фестивали
- 1971. Фестивал забавне песме Црна Гора — Због ђевојке Црногорке, прва награда фестивала
- 1973. Акорди Косова — Вратићу се мајко, прва награда
- 1975. Југословенски фестивал Париз — Дођи сине, па се жени, трећа награда публике
- 1978. Илиџа — Једној жени које више нема, награда публике и жирија
- 1984. МЕСАМ — Ако ме је оставила
- 1985. МЕСАМ — Шта радиш недељом поподне
- 1986. МЕСАМ — Како си, шта радиш
- 1996. МЕСАМ — Ти никад нећеш знати
- 1991. Посело године 202 — У бој (са Владимиром Савчићем Чобијем, Радетом Вучковићем и браћом Бајић)
- 1992. Хит парада — Балканска душа
- 1997. Шумадијски сабор - Жао ми је, жао
- 2016. Лира, Београд — Магија њежности